# Carissa carandas
Espèce
Classification APG III (2009)

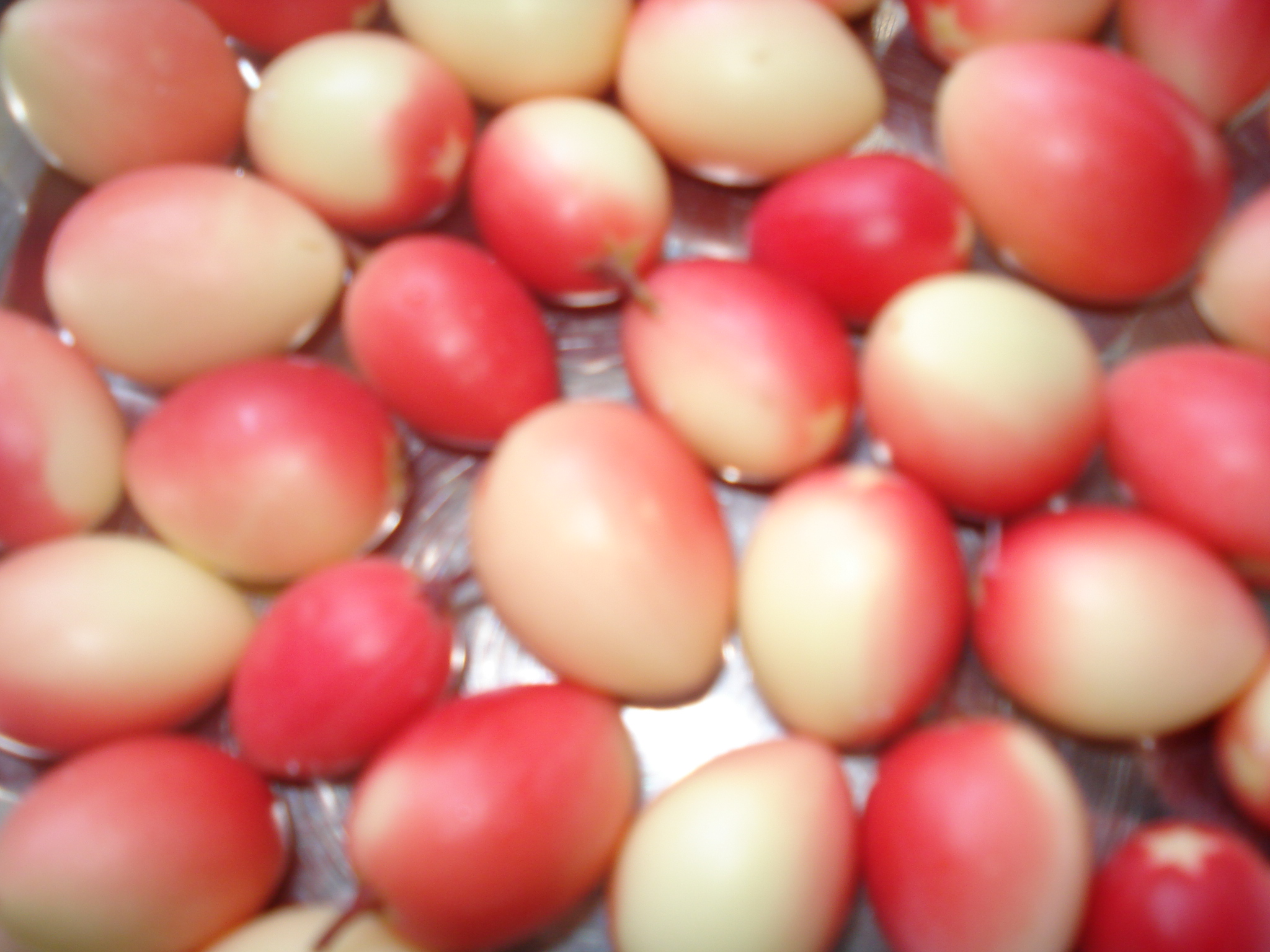
Fruit

Carissa carandas est une espèce de plante à fleur dans la famille des Apocynaceae. Il produit des fruits de la taille des baies couramment utilisés comme condiments ou additifs dans les plats saumurés indiens et épices. C'est une plante très résistante, qui tolère la sécheresse et qui pousse bien dans une grande diversité de sols. Ses appellations courantes incluent Karonda (Devanagari: करोंदा), Karau(n)da, Karanda parfois écrit Karamda.

## Distribution
Il pousse naturellement dans l'Himalaya entre 300 et 1 800 mètres d'altitude, dans les monts Siwalik, au Népal et en Afghanistan. Il fleurit bien dans les terres de haute température. De nos jours, il pousse à petite échelle dans les régions de Rajasthan, Gujarat, Bihar et Uttar Pradesh en Inde.

## Propagation
La plante se propage via des graines d'aout à septembre. Des greffes et bourgeonnements peuvent aussi être pratiqué pour la propagation végétale. La découpe peut aussi fonctionner. La mise en terre est effectuée lors des premières pluies de la mousson à un intervalle de 1,5 m. Les plantes mises en terre depuis les graines arrivent à maturation deux ans après la plantation. La floraison commence en mars et les fruits mûrissent de juillet à septembre dans le nord de l'Inde.

## Utilisation
Le fruit du karonda est une source riche en fer et contient une importante quantité de vitamine C. C'est donc un antiscorbutique très utile lors d'une cure d'anémie. Le fruit mûr contient une importante quantité de pectine et donc, en plus de l'utilisation dans les plats saumurés, il peut être utilisé pour fabriquer gelée, confiture, sirop ou chutney.
Les racines de la plante sont très touffues et la rendent donc utilisable pour stabiliser les pentes en érosion.